# Kulturrevolutionen
Kulturrevolutionen (egentligen Den stora proletära kulturrevolutionen; 无产阶级文化大革命, pinyin Wúchǎn jiējí wénhuà dà gémìng), var en politisk kampanj i folkrepubliken Kina som iscensattes av Mao Zedong, dåvarande ledare för Kinas kommunistiska parti. Kampanjen inleddes 1966 och hade sin mest intensiva fas till år 1969, men upphörde slutgiltigt först med Maos död år 1976. Det officiella syftet var att förnya och sprida revolutionen till alla delar av det kinesiska samhället. Kampanjen genomdrevs med stöd av de unga idealistiska rödgardisterna och en grupp trogna i partiledningen. 
Kulturrevolutionens avsikt var att avlägsna makthavare som enligt Mao hade slagit in på den kapitalistiska och revisionistiska vägen och att skapa en ny kultur som skulle passa i ett socialistiskt samhälle. Mao ville att kineserna även i sitt tänkande skulle bli verkliga socialister och rensa ut allt gammalt feodalt, borgerligt tänkande som han ansåg fortfarande fanns inneboende i den kinesiska kulturen. En ny kultur för det socialistiska samhället skulle skapas. Varje kommande generation måste genomföra revolutionen på nytt för att den gamla orättvisa samhällsordningen inte skulle kunna återetableras.
Uppskattningar av antalet dödsoffer på grund av kulturrevolutionen varierar mycket och sträcker sig från hundratusentals till 20 miljoner.

## Bakgrund

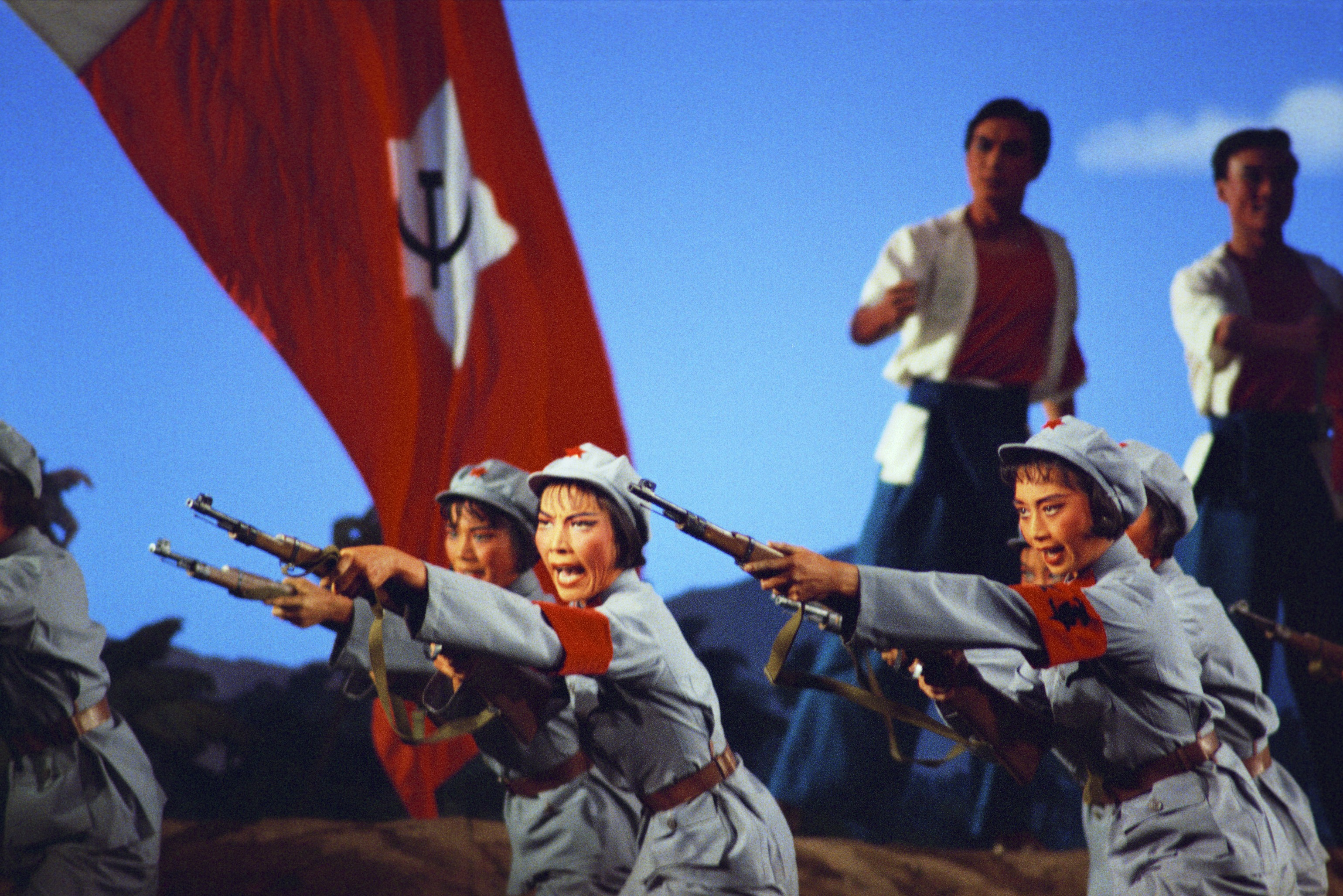
Scen ur revolutionär modellopera.

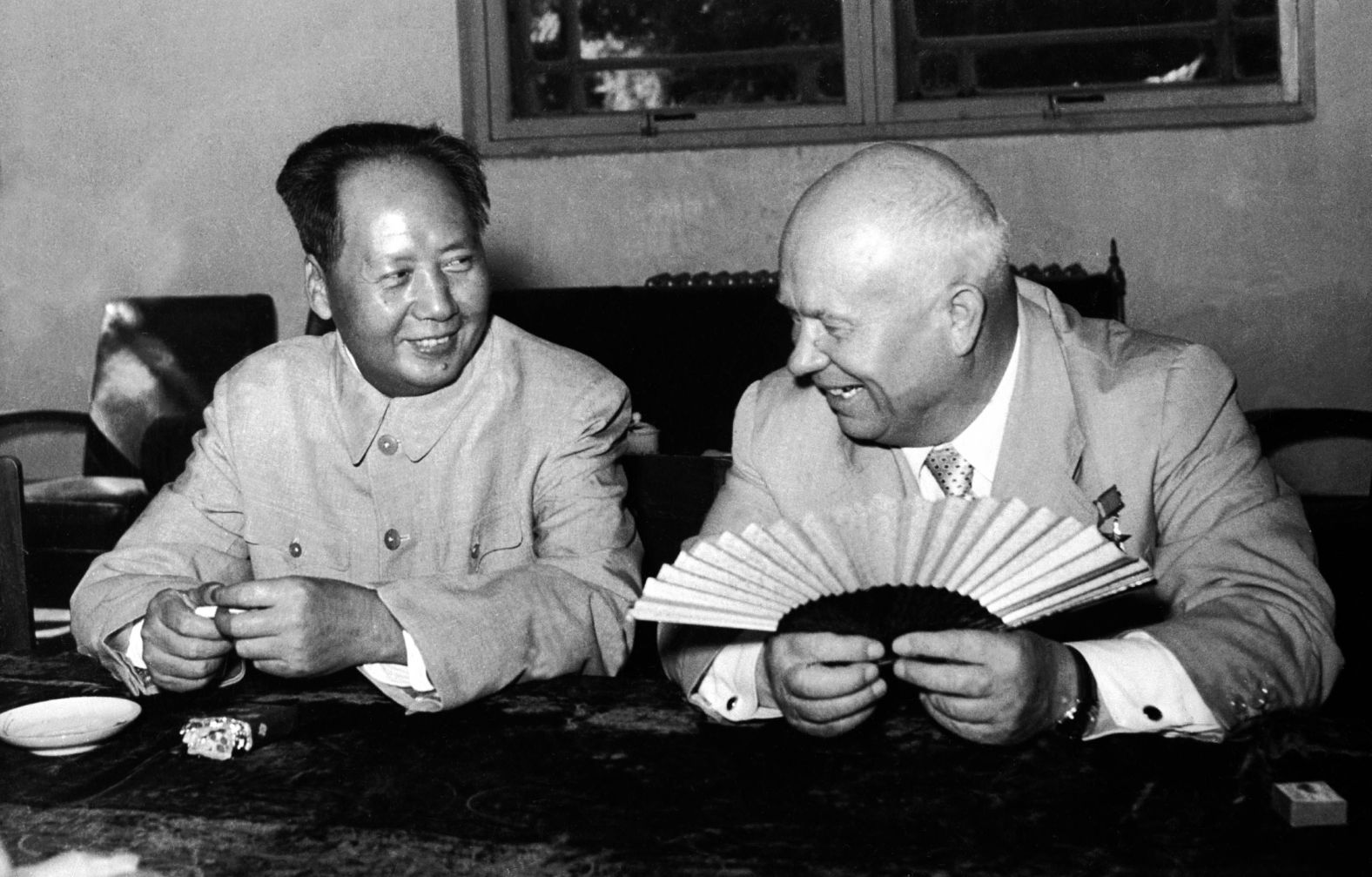
Mao Zedong och Nikita Chrusjtjov i Peking, 1958.

Bakgrunden till kulturrevolutionen anses av de flesta historiker vara Maos försvagade maktposition inom Kinas ledning efter problem i samband med kollektiviseringen av jordbruket och Det stora språnget. Genom att vända sig direkt till folket kunde Mao manövrera ut sina motståndare inom partiledningen. Mao ångrade även bland annat den större friheten för intellektuella och konstnärer som framträtt under tidigt 1960-tal eftersom den kunde öppna för kritik av socialismen. Omkring 1963-64 började Mao göra inbrytningar på kulturens område och uppmuntrade bland annat en kampanj för att lära av modellarbetaren Lei Feng. Han försökte också starta en kampanj för socialistisk utbildning, men denna motarbetades aktivt av bland annat Liu Shaoqi och Deng Xiaoping som fått framträdande positioner i stat och parti efter det Stora språnget.
En annan orsak till kulturrevolutionen var också brytningen mellan Kinas kommunistiska parti (KKP) och Sovjetunionens kommunistiska parti (SUKP). När Nikita Chrusjtjov inledde avstaliniseringen med sitt hemliga tal på tjugonde partikongressen 1956 började Mao frukta att även han skulle omvärderas efter sin död och att Kina skulle slå in på den "revisionistiska" vägen. Chrusjtjovs avspänningspolitik gentemot USA och hans vägran att hjälpa Kina att utveckla kärnvapen försämrade ytterligare förhållandet mellan de båda partierna och kring 1960 var brytningen öppen och de båda partierna hängav sig åt en häftig polemik. Polemiken kulminerade i ett öppet brev från centralkommittén i Kinas kommunistiska parti till SUKP:s centralkommitté som publicerats i Folkets dagblad i juli 1964:
| ”                                                                        | I grund och botten är frågan om att utbilda efterträdare för proletariatets revolutionära kamp en fråga om huruvida det kommer att finnas människor, vilka kan föra vidare den marxist-leninistiska revolutionära kamp som inletts av den äldre generation av proletära revolutionärer, huruvida vårt partis och vår stats ledning ska komma i händerna på proletära revolutionärer, huruvida våra efterkommande kommer att fortsätta att marschera längs den riktiga väg som marxismen-leninismen utstakat, eller, med andra ord, huruvida vi kan lyckas hindra uppkomsten av en chrusjtjovitisk revisionism i Kina. Kort sagt, det är en ytterligt viktig fråga, en fråga om liv och död för vårt parti och vårt land. Det är en fråga av grundläggande betydelse för den proletära revolutionära saken för ett hundra, ettusen, nej tiotusen år framöver. Stödda på förändringarna i Sovjetunionen sätter de imperialistiska profeterna sina förhoppningar om "fredlig evolution" till den tredje eller fjärde generationen i det kinesiska partiet. Vi måste krossa dessa imperialistiska profetior. Vi måste överallt, från våra högsta organisationer och ned till gräsrötterna, ägna ständig uppmärksamhet åt att utbilda och uppfostra efterträdare i kampen för revolutionens sak. | „ |
| – Chrusjtjovs falska kommunism och dess historiska lärdomar för världen. | |   |

När Chrusjtjov avsattes i oktober 1964 hoppades Mao att SUKP skulle återupprätta Stalin och återuppta hjälpen till den kinesiska kärnvapenprogrammet. Dessa förhoppningar grusades dock redan i november 1964 då den sovjetiske försvarsministern Rodion Malinovskij gav upphov till en diplomatisk skandal under Zhou Enlai och He Longs besök i Moskva. Under en reception i Kreml uppmanade Malinovskij de två kinesiska ledarna att avsätta Mao Zedong på samma sätt som Chrusjtjov avsatts i Sovjet. Den sovjetiska regeringen tog avstånd från Malinovskijs utspel, men episoden bidrog till att spä på Maos rädsla för att bli avsatt och förstörde Maos tilltro till den nye sovjetledaren Brezjnev. Efter incidenten tillät inte Mao några kinesiska ledare att besöka Moskva., men när detta inte skedde förblev förhållandena mellan de två partierna kyliga. Så småningom började Mao bli rädd för att även han skulle avsättas och började misstänka att de kinesiske presidenten Liu Shaoqi och generalsekreteraren Deng Xiaoping hade sådana planer. Han började därför inleda ett samarbete med överbefälhavaren Lin Biao och radikala partifunktionärer på mellannivå för att slå tillbaka mot vad Mao uppfattade som försök att slå in på den "revisionistiska vägen" även i Kina.

## Förlopp

### Maktkamp i partiledningen
Kulturrevolutionen inleddes som en maktkamp i partiledningen och skedde på tre olika fronter. Startskottet blev Yao Wenyuans artikel "Om den nya historiska pekingoperan 'Hai Rui avskedas'", som publicerades i Shanghaitidningen Wenhuibao den 10 november 1965. Artikeln kritiserade en populär opera som skrivits av Wu Han, som var vice borgmästare i Peking och nära allierad med borgmästaren Peng Zhen. Zhang Chunqiao och Jiang Qing, som tillsammans med Mao Zedong hade uppmanat Yao att skriva artikeln, ville göra gällande att Wu Hans opera var kontrarevolutionär då den kunde läsas som en kritik av Maos avskedande av försvarsministern Peng Dehuai efter Lushankonferensen 1959. Peng Zhen blev helt överraskad av angreppet och lät "femmannagruppen för kulturrevolutionen", som leddes av honom själv, utarbeta en rapport om Wu Hans pjäs. I februari framlade gruppen en rapport och Peng reste personligen till Mao för att diskutera rapporten och trodde efter mötet att Mao godkänt rapporten. Samtidigt lät Mao överbefälhavaren Lin Biao inleda en utrensning av sin stabschef Luo Ruiqing och på Yang Shangkun som var chef för centralkommitténs allmänna kontor.
Kampanjen inleddes internt i partiet på ett extraordinärt möte med politbyrån den 16 maj 1966, vid vilket Mao inte närvarade personligen, då politbyrån utfärdade ett internt cirkulär som i hårda ordalag angrep partiledningens sätt att handskas med Hai Rui-affären:
| ”                                                                           | Hela partiet måste följa kamrat Mao Tse-tungs instruktioner, hålla den proletära kulturrevolutionens stora fana högt, grundligt avslöja den reaktionära borgerliga hållningen hos de så kallade akademiska auktoriteter som motsätter sig partiet och socialismen, grundligt kritisera och tillbakavisa alla reaktionära borgerliga idéer inom det akademiska arbetet, undervisningen, journalistiken, litteraturen, konsten och förlagsverksamheten och gripa ledningen inom dessa kulturella områden. För att uppnå detta måste man samtidigt också kritisera och tillbakavisa de representanter för bourgeoisien som har smugit sig in i partiet, regeringen, armén och kulturens alla områden, och rensa ut dem eller överföra en del av dem till andra poster. Framför allt får vi inte anförtro uppgiften att leda kulturrevolutionen åt dessa människor. Faktiskt har många av dem ägnat sig åt och ägnar sig fortfarande åt sådana uppgifter, och den saken är synnerligen farlig. | „ |
| – Cirkulär från Kinas kommunistiska partis centralkommitté den 16 maj 1966. | |   |

Politbyrån upplöste Peng Zhens femmannagrupp och bildade istället en "centralgrupp för kulturrevolutionen", som formellt lydde under politbyråns ständiga utskott och som skulle leda den nya kampanjen. Gruppen leddes av Chen Boda och Kang Sheng och bestod inledningsvis av Jiang Qing, Wang Renzhong, Liu Zhijian, Zhang Chunqiao, Xie Tangzhong, Yin Da, Wang Li, Guan Feng, Qi Benyu, Mu Xin och Yao Wenyuan.

### Rödgardisterna träder in
Under tiden hade nyheten om maktkampen spridits till flera universitetscampus i huvudstaden, där anhängare till kulturrevolutionsgruppen uppmuntrade studenterna att stödja Mao i den politiska striden. I slutet på maj publicerade lärarassistenten Nie Yuanzi en väggtidning på Pekinguniversitetets campus, där hon kritiserade universitetsledningen för att förhindra studenterna att delta i kulturrevolutionen. Detta blev startskottet för en maoistisk studentrörelse som uppstod vid olika universitet, högskolor och gymnasier. Många av dessa radikala studentgrupper kallade sig "rödgardister" och anklagade partiapparaten på sina skolor för att vara revisionister.
Helt ovetande om att studentrörelsen hade Maos stöd, sände Liu Shaoqi och Deng Xiaoping ut "arbetsgrupper" till de mest oroliga skolorna för att förmå studenterna att återgå till sina studier och att sluta angripa partiapparaten. Bland annat sände Liu sin fru Wang Guangmei för att leda en arbetsgrupp vid Tsinghuauniversitetet. Mao befann sig vid denna tid i södra Kina och gjorde inga offentliga framträdanden för att visa sin ståndpunkt.
I juli bestämde sig Mao för att resa till Peking och vid Wuhan gjorde han en paus för att simma i Yangtze-floden för att visa att han fortfarande var vid god hälsa och deltar fullt ut i det politiska spelet. När han anlänt till Peking uttryckte han sitt motstånd mot Lius och Dengs sätt att hantera studentrörelsen och insisterade att arbetsgrupperna dras tillbaka. Maos personliga intervention gjorde att rödgardisterna släppte alla hämningar och angreppen mot "revisionister" övergick till fysiskt våld. Den 5 augusti skördade rörelsen sitt första offer, då rektorn vid ett flickgymnasium avled i sviterna efter misshandel som hennes studenter utsatte henne för. Under de följande veckorna misshandlades ett stort antal lärare till döds i Peking.

### Kulturrevolutionen blir offentlig
Vid den 8:e centralkommitténs 11:e plenarsammanträde i augusti 1966 genomförde Mao en omorganisation av det kinesiska kommunistpartiets ledning som bl.a. ledde till att Liu Shaoqis position försvagades och Lin Biao blev nummer två i partiet. Sammanträdet utfärdad också en deklaration bestående av sexton punkter som publicerades i Folkets Dagblad och därmed gav det officiella startskottet till kulturrevolutionen. Deklarationen fastslog bland annat:
| ” | Den enda användbara metoden i den stora proletära kulturrevolutionen är att massorna befriar sig själva och metoden att handla för massornas räkning får inte användas. Lita på massorna, stöd er på dem och visa aktning för deras initiativ. Befria er från rädslan. Hys ingen rädsla för oordning. Ordförande Mao har så ofta sagt oss att revolutionen inte kan vara så till den grad förfinad, mild, måttfull, godsint, hövlig, tillbakadragen och storsint. Massorna måste få fostra sig själva i denna stora revolutionära rörelse och lära sig att skilja mellan äkta och falskt och mellan det korrekta och det felaktiga sättet att göra något. Utnyttja i största möjliga utsträckning väggtidningar med stora skrivtecken och stora debatter för att diskutera igenom saker och ting så att massorna kan få klarhet i de korrekta åsikterna, kritisera de felaktiga och avslöja alla spöken och monster. På så sätt blir massorna i stånd att under kampens gång höja sin politiska medvetenhet, befrämja sina färdigheter och talanger, skilja mellan rätt och orätt och dra en klar skiljelinje mellan fienden och oss. | „ |
| – Beslut fattat av Kinas kommunistiska partis centralkommitté beträffande den stora proletära kulturrevolutionen, 8 augusti 1966. | |   |

Under hösten 1966 hölls flera gigantiska stormöten i Peking vid vilka miljontals rödgardister närvarade. Kampanjen drabbade under de påföljande månaderna i första hand kultur- och utbildningssektorn. Maos viktigaste medel för att genomföra kulturrevolutionen var vi denna tid rödgardisterna, politiskt radikala storstadsungdomar som med Maos goda minne fick resa gratis land och rike runt med tåg för att, som det sades, sprida den kulturrevolutionära glöden.

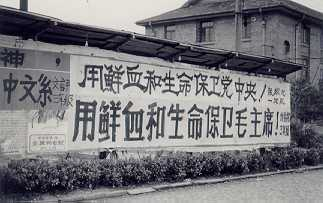
Revolutionära slagord på Fudanuniversitetets campus, våren 1976

Kulturrevolutionen hade som ett av sina främsta officiella mål att utrota det feodala, borgerliga och s.k. revisionistiska tänkandet i hela det kinesiska samhället och ersätta det med socialism. Den kinesiska kommunismen hade tidigare i huvudsak begränsat sig till statsapparaten och produktionsmedlen, men Mao med rödgardisterna och andra radikala politiker bakom sig (ex.vis de som med tiden skulle komma att kallas för ”de fyras gäng”) riktade nu bl.a. in sig på intellektuella och lärare, som skulle ha förrått den gamla revolutionen. Den högre utbildningen upphörde under flera år att fungera. Även högt uppsatta partifunktionärer, som till exempel Kinas president Liu Shaoqi och KKP:s generalsekreterare Deng Xiaoping, fann sig också i omgångar utfrusna och kritiserade, anklagade för att ha förrått den gamla revolutionen och blivit "kapitalistfarare". Mao förklarade aldrig klart och tydligt sina syften eller mål med kulturrevolutionen, vilket gjorde det så mycket svårare för hans uttolkare att skydda sig mot senare anklagelser om förräderi mot honom.
I januari 1967 störtade en grupp radikaler ledda av Zhang Chunqiao och Yao Wenyuan den lokala partiledningen i Shanghai och tog själva makten i staden. Efter ett visst motstånd bland konservativa grupper i partiledningen gav ledningsgruppen för kulturrevolutionen klartecken till rödgardisterna och andra radikala element att ta makten från partibyråkratin runt om i landet och skapa "revolutionära kommittéer". Vågen av maktövertaganden runt om i landet ledde till att kommunistpartiet i stort sett upphörde att fungera och till våldsamma sammanstötningar mellan olika fraktioner som gjorde anspråk på att företräda Mao Zedongs tänkande.

### Befrielsearmén tar över
1968 hade fraktionsstriderna försatt stora delar av Kina i fullständigt kaos och efter ett möte med rödgardister från Tsinghuauniversitetet i juli samma år beslutade Mao att upplösa de röda garden och förvisa Kinas skolungdom till landsbygden för att omskolas genom fysiskt arbete. Samtidigt fick Folkets befrielsearmé under Lin Biao uppgiften att återställa ordningen i landet och att ta över makten i de revolutionära kommittéerna.
I samband med att befrielsearmén tog kontroll över landet under åren 1968–1971 bedrevs en kampanj för att "rensa ut klassleden" från "kontrarevolutionära element". Detta blev ett av kulturrevolutionens mest våldsamma skeden och uppskattningsvis dödades mellan 750 000 och 1,5 miljoner människor under kampanjen. I Guangxi-provinsen blev kampanjen särskilt våldsam; bara i Binyangs härad dödades inte mindre än 3681 bybor under sommaren 1968 och i andra delar av provinsen, bland annat Wuxuan, förekom det enligt vissa uppgifter kannibalism. Även den mongoliska minoriteten i Inre Mongoliet drabbades hårt då där tiotusentals mongoler blev förföljda för "separatism".

### Kulturrevolutionens slutskeden
I april 1969 hölls den nionde partikongressen i hemlighet i Peking: information om att den hade ägt rum släpptes först i media sedan den avslutats. På kongressen bekräftades utrensningen av ledarskiktet och Lin Biao utsågs officiellt till Maos efterträdare och beskrevs som sådan i KKP:s nya partistadgar. Mao förklarade att kulturrevolutionen officiellt vunnit en stor seger, men poängterade att den inte hade avslutats utan bara inlett en ny fas.
Kring 1970 hade Mao insett att han inte både kunde ha ett tvåfrontskrig mot både Sovjetunionen och USA och dessutom stävja interna oroligheter. Han ansåg att Sovjetunionen utgjorde ett större hot mot Kina än vad USA gjorde och bestämde sig för att förbättra relationerna med amerikanerna, något som mestadels fick ske i hemlighet på grund av maktkampen. I juli 1971 besökte USA:s nationella säkerhetsrådgivare Henry Kissinger i hemlighet Peking.
Maktkampen fortsatte bakom kulisserna och Mao började oroa sig för armén och Lin Biaos alltför stora makt. Enligt kommunistpartiets officiella historieskrivning (som få kinesiska historiker längre fäster någon nämnvärd tro till på just denna punkt) planlade Lin Biao en statskupp tillsammans med sin hustru Ye Qun och son Lin Liguo. När "kuppmakarna" trodde att planerna hade avslöjats försökte Lin och hans familj fly ut ur Kina men den Hawker Siddeley Trident-maskin som skulle flyga dem till Sovjetunionen havererade den 13 september 1971 i Chentij-provinsen i Yttre Mongoliet.
Lins död var ett hårt slag för Maos anseende och början på slutet för Kulturrevolutionen. Den ledde också till stora utrensningar inom armén och till att en rad partikadrer vars enda "brott" ofta hade varit att de motsatt sig Lin Biao, nu rehabiliterades. När den utrensade utrikesministern Chen Yi avled 1972 kom Mao Zedong personligen till hans begravning, vilket blev ett startskott för rehabiliteringen av flera ledande partikadrer som förföljts under kulturrevolutionen. Viktigast bland dem var Deng Xiaoping, som nu fick ansvaret för att leda partiledningens arbete på högsta nivå och dessutom ta över många av den sjuke Zhou Enlais sysslor inom regeringen.
Den nya politiska situationen möjliggjorde ett officiellt närmande mot USA och i februari 1972 kunde president Richard Nixon slutligen resa till Kina. Han träffade både Mao och premiärministern Zhou Enlai och man kom överens om att öppna direkta kontakter, även om USA fortsatte att erkänna Taiwan som Kinas lagliga regering. Denna manöver mot Sovjet skapade en triangeldiplomati som innebar att de värsta bråken mellan Kina och Sovjet nu var över.
1973 hölls en ny partikongress för att bekräfta förändringarna i partiledningen. Det var under denna kongress som resterna av den gamla kulturrevolutionsgruppen framträdde som "de fyras gäng", som kämpade mot Zhou och Dengs politiska reformer och för att förvalta arvet efter kulturrevolutionen.
Enligt den idag både i och utanför Kina vanliga historieskrivningen avslutades kulturrevolutionen definitivt först med Maos död och gripandet av de fyras gäng år 1976. I det post-maoistiska Kina talar vissa om kulturrevolutionen som "de tio förlorade åren" eller "tio år av kaos". I Sverige betraktar myndigheten Forum för Levande Historia kulturrevolutionen som en del av det som kallas ”brott mot mänskligheten under kommunistiska regimer”.